# Grand Prix automobile d'Autriche 1974
Résultats du Grand Prix automobile d'Autriche de Formule 1 1974 qui a eu lieu sur l'Österreichring le 18 août 1974.

## Classement
| Pos  | N° | Pilote                | Écurie            | Tours | Temps/Abandon          | Grille | Points |
| ---- | -- | --------------------- | ----------------- | ----- | ---------------------- | ------ | ------ |
| 1    | 7  | Carlos Reutemann      | Brabham-Ford      | 54    | 1 h 28 min 44 s 72     | 2      | 9      |
| 2    | 6  | Denny Hulme           | McLaren-Ford      | 54    | + 42 s 92              | 10     | 6      |
| 3    | 24 | James Hunt            | Hesketh-Ford      | 54    | + 1 min 01 s 54        | 7      | 4      |
| 4    | 28 | John Watson           | Brabham-Ford      | 54    | + 1 min 09 s 39        | 11     | 3      |
| 5    | 11 | Clay Regazzoni        | Ferrari           | 54    | + 1 min 13 s 08        | 8      | 2      |
| 6    | 10 | Vittorio Brambilla    | March-Ford        | 54    | + 1 min 13 s 82        | 20     | 1      |
| 7    | 33 | David Hobbs           | McLaren-Ford      | 53    | +1 tour                | 17     |        |
| 8    | 17 | Jean-Pierre Jarier    | Shadow-Ford       | 52    | +2 tours               | 23     |        |
| 9    | 30 | Dieter Quester        | Surtees-Ford      | 51    | +3 tours               | 25     |        |
| 10   | 23 | Tim Schenken          | Trojan-Ford       | 50    | +4 tours               | 19     |        |
| 11   | 9  | Hans-Joachim Stuck    | March-Ford        | 48    | Suspension             | 15     |        |
| 12   | 26 | Graham Hill           | Lola-Ford         | 48    | +6 tours               | 21     |        |
| Nc.  | 35 | Ian Ashley            | Token-Ford        | 46    | Non classé             | 24     |        |
| Abd. | 1  | Ronnie Peterson       | Lotus-Ford        | 45    | Transmission           | 6      |        |
| Abd. | 2  | Jacky Ickx            | Lotus-Ford        | 43    | Collision              | 22     |        |
| Abd. | 4  | Patrick Depailler     | Tyrrell-Ford      | 42    | Collision              | 14     |        |
| Abd. | 8  | Carlos Pace           | Brabham-Ford      | 41    | Fuite d'essence        | 4      |        |
| Abd. | 5  | Emerson Fittipaldi    | McLaren-Ford      | 37    | Moteur                 | 3      |        |
| Nc.  | 21 | Jacques Laffite       | Iso Marlboro-Ford | 37    | Non classé             | 12     |        |
| Abd. | 20 | Arturo Merzario       | Iso Marlboro-Ford | 24    | Distribution d'essence | 9      |        |
| Abd. | 16 | Tom Pryce             | Shadow-Ford       | 22    | Sortie de piste        | 16     |        |
| Abd. | 14 | Jean-Pierre Beltoise  | BRM               | 22    | Moteur                 | 18     |        |
| Abd. | 12 | Niki Lauda            | Ferrari           | 17    | Moteur                 | 1      |        |
| Abd. | 27 | Rolf Stommelen        | Lola-Ford         | 14    | Accident               | 13     |        |
| Abd. | 3  | Jody Scheckter        | Tyrrell-Ford      | 8     | Moteur                 | 5      |        |
| Nq.  | 31 | Ian Scheckter         | Hesketh-Ford      |       | Non qualifié           |        |        |
| Nq.  | 43 | Leo Kinnunen          | Surtees-Ford      |       | Non qualifié           |        |        |
| Nq.  | 18 | Derek Bell            | Surtees-Ford      |       | Non qualifié           |        |        |
| Nq.  | 22 | Mike Wilds            | Ensign-Ford       |       | Non qualifié           |        |        |
| Nq.  | 19 | Jean-Pierre Jabouille | Surtees-Ford      |       | Non qualifié           |        |        |
| Nq.  | 32 | Helmuth Koinigg       | Brabham-Ford      |       | Non qualifié           |        |        |

Légende :
- Abd.=Abandon

## Pole position et record du tour
- Pole Position : Niki Lauda en 1 min 35 s 76 (vitesse moyenne : 223,057 km/h).
- Tour le plus rapide : Clay Regazzoni en 1 min 37 s 22 au 46e tour (vitesse moyenne : 218,881 km/h).

## Tours en tête
- Carlos Reutemann : 54 (1-54)

## À noter
- 2e victoire pour Carlos Reutemann.
- 15e victoire pour Brabham en tant que constructeur.
- 75e victoire pour Ford Cosworth en tant que motoriste.
- 3e et dernier Grand Prix de l'écurie Token Racing.